# Ущельницы
Ущельницы (лат. Ablabesmyia) — род комаров-звонцов из подсемейства Tanypodinae трибы Pentaneurini.

## Внешнее строение
Небольшие комары жёлто-коричневой или тёмно-коричневой окраски длиной тела от 1,8 до 4 мм. Второй членик верхнечелюстных щупиков длиннее третьего. Крылья покрыты макротрихиями и имеют рисунок из коричневых или черных пятен. Костальная жилка почти доходит до медиальной жилки M1+2. Ноги с тёмными колечками. Концы голеней с хорошо развитыми шпорами. Коготки лапок прямые, в основании в четырьмя зубцами. Пульвиллы отсутствуют. Эмподий в полтора раза длиннее коготков.

## Биология
Личинки развиваются в различных водоёмах и водотоках.

## Классификация
В мировой фауне около 90 видов в четырёх подродах Alabesmyia, Karelia, Sartaia и Asayia.

## Генетика
В хромосомном наборе 3 (Ablabesmyia monilis) или 6 (Ablabesmyia longistyla и Ablabesmyia phatta) пар хромосом.

## Палеонтология
Ископаемые представители найдены в отложениях эоцена во Франции (Ablabesmyia eocenica) и миоценовом янтаре в Доминиканской Республике (Ablabesmyia electrohispaniolana).

## Распространение
Встречается на всех континентах, исключая Антарктиду.